# Гайзер, Герд
Герд Гайзер (нем. Gerd Gaiser; 15 сентября 1908, Оберриксинген — 9 июня 1976, Ройтлинген) — немецкий писатель и искусствовед. Доктор наук. Лауреат ряда западногерманских литературных премий.

## Биография
Сын протестантского пастора. Учился в монастырских школах. Изучал богословие и историю искусств и живопись в Академиях художеств Штутгарта и Кёнигсберга, Дрездена и Тюбингена.
С 1933 года член НСДАП и Национал-социалистического союза учителей. В 1934 году получил докторскую степень в университете Тюбингена, защитив диссертацию на тему «Скульптура эпохи Возрождения и раннего барокко в Новой Кастилии». Работал в школах учителем искусствоведения. Печатался в журналах Третьего Рейха.
Участник Второй мировой войны. В 1939—1945 гг. — офицер вермахта, лётчик. В конце войны был взят в плен в Италии.
После освобождения работал художником. С 1956 года — член Академии искусств в Берлине.
С 1962 года преподавал в Высшей школе педагогики в Ройтлингене. Был преподавателем поэтики в Мюнхенском университете.

## Творчество
В 1941 опубликовал сборник стихотворений «Небесные всадники» («Reiter am Himmel») о немецких военных лётчиках.
Автор романов о последних днях Второй мировой войны. Война и послевоенная жизнь — основные темы романов «И поднимется голос» («Eine Stimme hebt an», 1950) — о трагической истории вернувшегося с войны солдата, и «Умирающие истребители» («Die sterbende Jagd», 1953), героизирующего военные будни немецких ВВС. Критика общества потребления — в центре оригинального по форме романа «Выпускной бал» («Schlußball», 1958), состоящего из 30 монологов различных людей.
Г. Гайзер — автор трудов по истории искусств: «Пластическое искусство Ренессанса и раннего барокко Новой Кастилии» («Die Plastik der Renaissance und des Frühbarock in Neukastilien», 1938), «Современная живопись» («Moderne Malerei», 1963) и др.

## Избранные произведения
- Reiter am Himmel (Gedichte), München, Albert Langen / Georg Müller, 1941.
- Zwischenland (Erzählungen), München, Hanser, 1949.
- Eine Stimme hebt an (Roman), München, Hanser, 1950.
- Die sterbende Jagd (Roman), München, Hanser, 1953.
- Das Schiff im Berg (Roman), München, Hanser, 1955.
- Einmal und oft. Erzählungen, München, Hanser 1956.
- Gianna aus dem Schatten. Novelle, München, Hanser 1957.
- Aniela (Erzählung), München, Hanser 1958.
- Schlußball (Roman), München, Hanser, 1958.
- Gib acht in Domokosch (Erzählungen), München, Hanser, 1959.
- Revanche (Erzählungen), Stuttgart, Reclam, 1959.
- Sizilianische Notizen, München, Hanser, 1959.
- Am Pass Nascondo (Erzählungen), München, Hanser, 1960.
- Tempel Siziliens, Frankfurt/Main, Insel 1963, mit Konrad Helbig.
- Gazelle, grün. Erzählungen und Aufzeichnungen, München, Hanser 1965.
- Der Mensch, den ich erlegt hatte (Erzählungen), München, Goldmann 1965.
- Merkwürdiges Hammelessen, (Erzählungen), Frankfurt/Main u. Hamburg, Fischer, 1971.
- Der Motorradunfall (Erzählungen), München, Heyne 1972.
- Ortskunde (Heimatschilderungen), München, Hanser, 1977.

## Премии
- 1951: Премия Fontane
- 1955: Премия Баварской академии изящных искусств
- 1959: Литературная премия Иммермана города Дюссельдорф
- 1960: Литературная премия Вильгельма Раабе
- 1976 год: Орден за заслуги перед Баден-Вюртембергом